# 커널 메소드
기계 학습에서 커널 머신(kernel machine)은 패턴 분석을 위한 알고리즘 클래스로, 가장 잘 알려진 멤버는 SVM(서포트 벡터 머신)이다. 이러한 방법에는 선형 분류기를 사용하여 비선형 문제를 해결하는 방법이 포함된다. 패턴 분석의 일반적인 작업은 데이터 세트에서 일반적인 관계 유형(예: 군집, 순위, 주성분, 상관 관계, 분류)을 찾고 연구하는 것이다. 이러한 작업을 해결하는 많은 알고리즘의 경우 원시 표현의 데이터는 사용자가 지정한 기능 맵을 통해 특징 벡터 표현으로 명시적으로 변환되어야 한다. 이와 대조적으로 커널 메소드는 사용자가 지정한 커널, 즉 전체에 대한 유사성 함수만 필요하다. 내부 곱을 사용하여 계산된 데이터 포인트 쌍. 커널 머신의 기능 맵은 무한 차원이지만 표현자 정리에 따라 사용자 입력에서 유한 차원 행렬만 필요하다. 커널 머신은 병렬 처리 없이 수천 개의 예시보다 큰 데이터 세트를 계산하는 데 속도가 느리다.
커널 메소드는 커널 함수를 사용하여 그 이름이 붙여졌다. 커널 함수를 사용하면 해당 공간에 있는 데이터의 좌표를 계산하지 않고 단순히 특징 공간의 모든 데이터 쌍의 상 (수학) 사이의 내부 곱을 계산하여 고차원의 암시적 특징 공간에서 작동할 수 있다. 이 작업은 좌표를 명시적으로 계산하는 것보다 계산적으로 비용이 적게 드는 경우가 많다. 이 접근 방식을 커널 트릭이라고 한다. 시퀀스 데이터, 그래프, 텍스트, 이미지 및 벡터에 대한 커널 함수가 도입되었다.
커널과 함께 작동할 수 있는 알고리즘에는 커널 퍼셉트론, SVM(서포트 벡터 머신), 가우스 프로세스, PCA(주성분 분석), 표준 상관 분석, 능형 회귀, 스펙트럼 클러스터링, 선형 적응 필터 등이 포함된다.
대부분의 커널 알고리즘은 볼록 최적화 또는 고유 문제를 기반으로 하며 통계적으로 근거가 충분하다. 일반적으로 통계적 속성은 통계적 학습이론을 사용하여 분석된다.

## 같이 보기
- 커널 밀도 추정
- 유사도 학습